# Королевство Греция
Короле́вство Гре́ция (греч. Βασίλειον τῆς Ἑλλάδος) — греческая монархия, основанная решением «великих держав» (Британская империя, Королевство Франция, Российская империя), которое закрепила Лондонская конференция 1832 года. Монархия в Греции была признана официально на международном уровне в Константинопольском договоре 1832 года, кроме того, Греции гарантировали полную безопасность и независимость от Османской империи. Таким образом возникло независимое греческое государство, заменившее Первую Греческую республику, образованную в ходе национально-освободительной войны.
Первая монархия существовала до 25 марта 1924 года, когда была провозглашена Вторая Греческая республика. Монархия была восстановлена 3 ноября 1935 года с возвращением на греческий престол династии Глюксбургов. С приходом военной хунты «чёрных полковников» король Греции Константин II покинул страну и был лишён имущества и греческого гражданства. Монархия была ликвидирована 8 декабря 1974 года в результате референдума.

## Короли Греции
Приведены даты царствования греческих королей.
Династия Виттельсбахов
- Оттон I: 6 февраля 1833 — 23 октября 1862.

Династия Глюксбургов
- Георг I: 30 марта 1863 — 18 марта 1913;
- Константин I: 18 марта 1913 — 11 июня 1917 года и 19 декабря 1920 — 27 сентября 1922;
- Александр I: 11 июня 1917 — 25 октября 1920;
- Георг II: 27 сентября 1922 — 25 марта 1924 и 3 ноября 1935 — 1 апреля 1947;
- Павел I: 1 апреля 1947 — 6 марта 1964;
- Константин II: 6 марта 1964 — 1 июня 1973.

## Независимость и король Оттон
После сухопутных и морских побед Греция была почти свободна до 1825 года, но Турция вызвала египетские войска под командованием Ибрагим-паши, который нанёс грекам несколько сильных поражений и взял Месолонгион в 1826 году. В 1827 году Россия, Англия и Франция, подписали Лондонскую конвенцию о посредничестве между сторонами, и послали к берегам Греции свои флоты, которые столкнулись с флотом Ибрагима-паши и уничтожили его в Наваринском сражении 20 октября 1827 года. Ибрагим-паша был вынужден вернуться в Египет, но военные действия на территории продолжались до 1829 года.
Турция признала её независимость по Адрианопольскому мирному договору 1829 года, завершившим русско-турецкую войну. От остатков зависимости Греция была освобождена на Лондонской конференции 1832 года. Временным главой государства в 1828 году был назначен граф Иоанн Каподистрия, который считается первым Президентом Греции.
Таким образом, Греция как самостоятельное государство стала существовать с 1828 года. Каподистрия был убит в результате заговора в 1831 году. «Великие державы» воспользовались этим и назначили в 1832 году королём Греции баварского принца Оттона (1833—1862) из династии Виттельсбахов. Политика правительства Оттона, не созывающего Народного собрания, фактически угнетала местное самоуправление, а также обложив страну налогами, вызвала революцию 1843 года, которая вынудила короля согласиться на конституцию 1844 года (парламент из двух палат, право голоса, обусловленное имущественным цензом). В период 1854—1857 годов во время Крымской кампании англо-французская эскадра заняла Пирей и обязала Грецию сохранять нейтралитет. Во внутренней политике правительство короля Оттона на протяжении 20 лет оказывало сопротивление введению конституционного строя, двигаясь к абсолютизму. Революция 1862 года свергла короля Оттона и баварскую династию с греческого престола.

## Глюксбурги
Народное собрание 1863 года избрало королём Греции Георга I, сына наследника датского престола. Новый король явился не с пустыми руками: Англия добровольно уступила Греции Ионические острова, находившееся до этого под её протекторатом как Ионическая республика. Конфликт с Турцией из-за восстания на Крите в 1866—1869 годах был улажен Парижской конференцией. Во время русско-турецкой войны 1877—1878 годов Греция, под давлением Великобритании, сохранила нейтралитет. На Берлинском конгрессе было решено присоединить к Греции значительную часть Эпира и Фессалии, но по Константинопольской конвенции 1881 года действительно была присоединена лишь часть этой территории к югу от реки Саламврии и Арди: 13369 км² и около 300 тысяч жителей.
Присоединение Восточной Румелии к Болгарии показалось греческому правительству нарушением равновесия на Балканском полуострове и поводом для военных приготовлений с целью расширения своих границ в Фессалии и Македонии. Но объявление Великими державами, которые считали необходимым сохранять порядок на Балканском полуострове с целью сохранения европейского мира, блокады греческих берегов, побудило Грецию отказаться от своих замыслов. Когда в 1889 году на острове Крит началось восстание, Греция сначала под давлением европейской дипломатии воздержалась от любого вмешательства, несмотря на сильное народное движение, поддерживаемое идеями панэллинизма, то есть объединение в одно государство всех греков Оттоманской империи.
Помимо влияния Великих держав, активная политика встречала непреодолимую преграду в крайне расстроенном положении финансов. Накопленный государственный долг около 700 млн греческих драхм ложился тяжёлым бременем на невысокие налоговые силы двухмиллионного населения страны. В 1893 году по предложению главы кабинета министров Харилаоса Трикуписа палата постановила сократить сумму выплачиваемых иностранным кредиторам процентов до 30 % обязательных платежей.
В 1896 году новое восстание на Крите вызвало в Греции сильное национальное движение. Правительство на этот раз дало втянуть себя в войну с Турцией, которая закончилась полным поражением греков. Благодаря вмешательству Великих держав, Греция была спасена от территориальных потерь, но обязалась уплатить Турции военную контрибуцию в 4 млн турецких лир и ещё 100 тысяч лир частным лицам. Греция также должна была признать установления финансовой контрольной комиссии из представителей Великих держав. С назначением международной финансовой комиссии государственное хозяйство было в некоторой степени упорядочено: дефициты исчезли, и проценты по государственным долгам начали выплачиваться вовремя. С 1899 года был проведён ряд реформ: налоговой системы, суда, администрации и школ. Борьба политических партий, которые группировались вокруг крупнейших политический деятелей — Теодороса Делиянниса и Харилаоса Трикуписа нередко выливалась в народные волнения, вызывавшие частые смены правительства.
С 1901 года усилилось стремление использовать Борьбу за Македонию, где идеям панэллинизма противостояла часть македонских славян, тяготевших к Болгарии.
10 июня 1905 года был издан новый избирательный закон, по которому число депутатов было уменьшено с 235 до 176, а также было введено всеобщее избирательное право для мужчин.
Росло недовольство населения нерешительностью властей воспользоваться результатами Младотурецкой революции и присоединить Крит. В 1909 году группа молодых офицеров, так называемая, «Военная лига», захватила власть и в 1910 году передала пост премьер-министра лидеру критских либеральных националистов Элефтериосу Венизелосу. С ним во главе Греция создала мощный союз с Болгарией, Черногорией и Сербией. Это позволило ей присоединить в результате Балканских войн 1912—1913 годов Крит, Эпир, южную часть Османской Македонию и часть Западной Фракии. Площадь Греции увеличилась с 65 тысяч км² до 110 тысяч, а население — соответственно с 2,7 млн до 4,4 млн человек.

Карта Греции (1913—1919)

В 1913 году король Георг I был убит, и престол занял его сын, Константин I, который уже успел завоевать славу среди греков своими победами в ходе Балканских войн в Эпире и Македонии. Однако с началом Первой мировой войны Константин принял единоличное решение не воевать против Германии, о чём заверил кайзера Германии Вильгельма II. Между тем премьер-министр Элефтериос Венизелос был сторонником вступления в войну на стороне Антанты. Таким образом, возникло противостояние двух полярно противоположных политиков. Решение союзников открыть в Греции Балканский фронт помогло Венизелосу выступить против политики короля. В 1916 году Венизелос сформировал в Салониках проантантовское правительство. Через полгода страны Антанты вынудили Константина I отречься от престола в пользу своего сына Александра, после чего Греция официально объявила войну Германии 29 июня 1917 года, а Венизелос вернулся в Афины в качестве действующего премьер-министра. По результатам войны Греция вновь расширила свою территорию, присоединив Восточную Фракию, острова Имброс (Гекчеада), Тенедос (Бозджаада) и округ Смирна (Измир) в Анатолии.

Карта Греции (1919—1923):
Собственно Греция, включая аннексированные территории Болгарии и Османской империи
Оккупация Смирны, санкционированная Антантой, не вызвавшая возражений Османского султаната

Несмотря на геополитические успехи, Греция была экономически истощена войной, большинство греков бедствовали, поэтому на новых выборах либеральная партия Венизелоса не получила поддержки. К власти вернулся король Константин I, так как Александр умер накануне выборов. Возвращение Константина дало союзникам повод отказаться от своих обязательств по отношению к Греции и начать сотрудничество с Мустафой Кемалем (будущим Ататюрком). В результате Греция потерпела поражение и потеряла Смирну, Имброс, Тенедос и Восточную Фракию в пользу Турции.
В результате произошёл масштабный насильственный обмен населением (из ставшей турецкой Анатолии переселилось 1,4 млн греков), который стал завершением Малоазийской катастрофы.
Константин I был низложен, новым королём стал сын последнего, Георг II, также на пост премьер-министра вернулся Элефтериос Венизелос. Однако на этот раз политическую ситуацию в стране усложнили республиканцы, отколовшиеся от либеральной партии Венизелоса. В 1923 году они заставили Георга II добровольно оставить престол и Венизелос установил республику.

## Вторая Греческая Республика
Когда 25 марта 1924 года была провозглашена Вторая Греческая Республика, это решение было почти единодушно поддержано плебисцитом в апреле 1924 года. Следующее десятилетие (1925—1935 годы) было периодом крайней политической нестабильности в Греции, и вызвало глубокий экономический кризис. В октябре 1935 года состоялся очередной государственный переворот, который вернул к власти короля Георга II, однако стабилизировать обстановку так и не удалось.

## Восстановление монархии
По инициативе Компартии Греции ещё в 1934 году был создан Народный фронт в составе Коммунистической партии Греции, левых профсоюзов, отдельных социалистических групп, Аграрной партии. После расстрела бастующих в Салониках 9 мая 1936 года было опубликовано воззвание ЦК КПГ и парламентской фракции Народного фронта, в котором осуждались преступные действия правительства и содержался призыв к народу и армии подняться на борьбу.
Однако 4 августа 1936 года генерал Иоаннис Метаксас осуществил фашистский переворот и установил режим диктатуры, распустил все политические партии, арестовал их лидеров. За первые 3 месяца после прихода к власти Метаксаса были сосланы на пустынные острова свыше 1000 антифашистов. Во внешней политике правительство Метаксаса проводил курс на сближение с Германией, но оставаясь союзником Британии.
Под руководством Метаксаса Греция вступила во Вторую мировую войну одержав победу над Италией, что вынудило вмешаться Гитлеровскую Германию. После начала тройной, германо-итало-болгарской, оккупации, в Греции развернулось широкое Движение Сопротивления. В октябре 1944 года Греция была освобождена соединениями Народно-освободительной армии (ЭЛАС), в страну начали пребывать британские войска.
Декабрьские события в Афинах послужили началом военных столкновений англичан с ЭЛАС, что привело к подписанию Варкизского соглашения.
Плебисцит 1946 года вновь вернул на престол Георга II, что только усилило противостояние в гражданской войне (1946—1949). Коммунисты реорганизовались в Демократическую армию Греции. В 1947 году по предложению президента США Гарри Трумэна была утверждена программа помощи Турции и Греции. После разрыва в 1948 отношений Югославии и СССР греческие партизаны постепенно потеряли возможность снабжения через Югославию, что в значительной мере повлияло на свёртывание гражданской войны в 1949 году.
Между тем 1 апреля 1947 года королём Греции был провозглашён Павел I, сын короля Константина I и брат короля Георга II. Его попытки налаживания международных отношений Греции положительно повлияли на развитие экономики. Однако из-за попытки Греции вернуть остров Кипр отношения с Британией, относившейся до того момента вполне благосклонно, несколько усложнились. В 1960 году Кипр был провозглашён независимой республикой.
Несмотря на позитивные тенденции, в Греции ширились республиканские взгляды, а король Павел и королева-консорт Фредерика Ганноверская постоянно критиковались за вмешательство в политику, частые зарубежные поездки и слишком дорогое для общества содержание королевской семьи. В конце 50-х годов состояние здоровья короля критически ухудшилось, а в 1964 году ему был прооперирован рак желудка. Через неделю после операции 6 марта 1964 года он умер.
В тот же день следующим королём Греции стал сын Павла I — Константин II. Политические взгляды Константина II характеризовались ярко выраженным антикоммунизмом. В целом период правления Константина пришёлся на очень сложный период в послевоенной истории Греции. В то время как соседние страны Европы, в частности Италия, бурно развивались, Греция продолжала оставаться на месте. В ноябре 1963 года к власти пришло правительство во главе с Георгиосом Папандреу. На этом фоне часто вспыхивали протесты студентов, рабочие забастовки. Такие народные настроения очень беспокоили короля и Королевский двор. Они начали готовиться к контрнаступлению. 15 июля 1965 года Константин II совершил «дворцовый переворот»: отстранил Г. Папандреу от должности премьер-министра и назначил на его место деятеля правого направления Г. Афанасиадиса-Новаса. Этот шаг короля был антиконституционным и направлен против рабочего и демократического движения. Это вызвало новую волну народного недовольства, уже через два месяца было сформировано новое правительство Стефаноса Стефанопулоса. Однако и он оказался не в состоянии обеспечить стабильность в государстве. В 1967 году после прихода к власти «чёрных полковников» король уехал в Великобританию. После свержения самой хунты новое правительство на основании референдума провозгласило Третью Греческую Республику.